# Ascidia urnalia
Ascidia urnalia is een zakpijpensoort uit de familie van de Ascidiidae. De wetenschappelijke naam van de soort is voor het eerst geldig gepubliceerd in 1994 door Claude Monniot.